# بيت سروم (المحويت)
بيت سروم هي إحدى قرى الجمهورية اليمنية. تتبع جغرافيا لمحافظة المحويت و إداريًا لمديرية الرجم. يبلغ تعداد سكانها 1085 نسمة حسب الإحصاء الذي أجري عام 2004.